# Procesamiento del té

Métodos de procesamiento de las hojas de té para los seis tipos más comunes de té.

El procesamiento del té es el método mediante el cual las hojas de la planta Camellia sinensis se transforman en hojas secas para preparar té.
Las categorías de té se distinguen por el procesamiento al que se someten. En su forma más general, el procesamiento del té implica diferentes formas y grados de oxidación de las hojas, detener la oxidación, dar forma al té y secarlo.
El sabor inherente de las hojas de té secas está determinado por el tipo de cultivar del arbusto de té, la calidad de las hojas recolectadas y la manera y calidad del proceso de producción al que se someten. Después del procesamiento, un té puede mezclarse con otros tés o combinarse con saborizantes para alterar el sabor del té final. Al producir tés negros, pu'erh y oolong, hay un propósito adicional en el procesamiento: fomentar la oxidación, lo que desarrolla aún más los compuestos de sabor y aroma.

## Historia

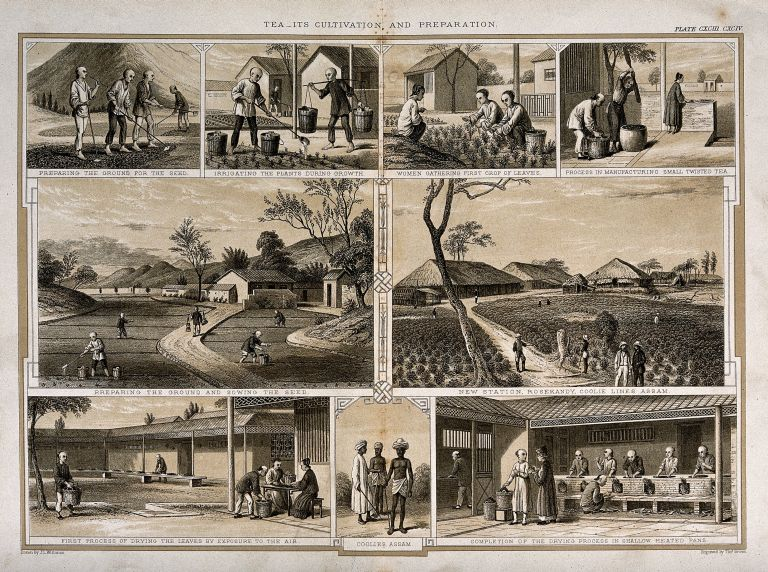
Grabado británico de 1850 que muestra el cultivo del té y el procesamiento de sus hojas

La historia del procesamiento del té se corresponde íntimamente con el papel que desempeñaba el té en la sociedad china y los métodos preferidos para su consumo en la antigua sociedad china. La domesticación del té y el desarrollo de su método de procesamiento comenzaron probablemente en la zona de lo que hoy es el suroeste de China, Indo-Birmania y el Tíbet. Las variaciones de estas técnicas de procesamiento se siguen utilizando en el procesamiento moderno del té, aunque mucho más mecanizadas.

### Té verde
La antigua sociedad china encontró por primera vez la planta del té en lo que hoy es el sudeste de China y la procesó como una hierba medicinal más para su uso en la herbología china. La técnica de procesamiento utilizada para procesar las hojas de té frescas consistía en cocerlas inmediatamente al vapor y secarlas para su conservación, que es la forma china más antigua de procesamiento de hojas de té conocida hasta la fecha. Este método de procesamiento se perfeccionó hacia el final de la dinastía Han (206 a. C.- 220 d. C.) y produjo un té seco que hoy se clasificaría como té verde y bastante similar al sencha japonés moderno. Para el consumo, las hojas de té secas se decoccionaban con agua y otras hierbas, o se molían en polvo para tomarlas directamente, o se suspendían en un líquido a la manera del matcha.
Con el aumento del uso del té en la herbología china, cambiaron los métodos de producción, en los que las hojas de té verde procesadas no se secaban inmediatamente después de cocerlas al vapor. En su lugar, las hojas de té cocidas al vapor se pulverizaban primero en forma de pasta, que luego se formaba en moldes y se secaba lentamente hasta convertirse en ladrillos de té, una técnica bien descrita por Lu Yu en su obra El clásico del té. En general, no se utilizaban hojas tiernas ni brotes de hojas, ya que se preferían las hojas de té maduras para la producción de té. Algunos ladrillos de té también se producían a partir de hojas enteras maduras, lo que normalmente requería el uso de una pasta de arroz cocido (米湯) para unir el ladrillo de té. La preferencia de producir té en forma de ladrillo posiblemente se deba al hecho de que se puede transportar y almacenar más fácilmente

### Té amarillo y fermentado
El uso de vapor en la fijación (殺青) de las enzimas de las hojas de té es un paso importante en el procesamiento del té, en el que las hojas se enfrían rápidamente y se someten a un procesamiento posterior. Los métodos menos controlados de antaño daban lugar a la creación de té amarillo cuando las hojas de té se cocían al vapor en exceso para su fijación o no se extendían rápidamente, se rociaban con agua y se enfriaban. Aunque el té verde era el más popular en la época de Lu Yu, él personalmente consideraba que el té amarillo era superior al verde.
Incluso cuando las hojas se enfriaban rápidamente, si se dejaban en montones (渥堆) durante demasiado tiempo antes de procesarlas, las hojas empezaban a sufrir una fermentación microbiana para producir té posfermentado. Esta técnica es algo similar al compostaje, aunque muy controlado, y todavía se utiliza en la producción de té Liu'an de Anhui (安徽六安籃茶) y se introdujo más recientemente para la producción del té pu-erh de tipo maduro. La producción de ladrillos de té y su almacenamiento también dio lugar a otro tipo de té posfermentado, que se producía por envejecimiento. Los largos tiempos de transporte y almacenamiento de la época permitieron involuntariamente que los ladrillos de té sufrieran una exposición prolongada a los elementos y a diversas microfloras, lo que dio lugar al envejecimiento, la oxidación y la fermentación de los tés en ladrillos verdes. Un ladrillo de té verde que había sido almacenado y envejecido hasta convertirse en té posfermentado se carbonizaba sobre carbón vegetal para librarlo de la capa de detritus, polvo y brillantes crecimientos multicolores antes de ser descompuesto en polvo, cocinado y luego consumido. A finales de la dinastía Tang (618-907 d. C.), el té verde, amarillo y postfermentado era de uso común en China y pasó de utilizarse exclusivamente en herbología a convertirse en una bebida que se tomaba por placer.

### Té oolong y blanco
La dinastía Tang fue también el periodo en el que se desarrolló por primera vez el té oolong en la provincia de Fujian. Originalmente se producía en forma de ladrillos finos, conocidos entonces con el nombre de té Beiyuan (北苑茶). La importancia del proceso de marchitamiento para producir té oolong fue descrita por el poeta Huang Furen (皇甫冉) en su poema «送陸鴻漸棲霞寺采茶», en el que indicaba que el procesamiento de las hojas de té no es una tarea sencilla, requiere escalar escarpados riscos para recoger las hojas más selectas y marchitarlas bajo el sol y los vientos cálidos ("采茶非采菉，遠遠上層崖。布葉春風暖，盈筐白日斜. ..").
El té blanco (白茶) también se desarrolló en la provincia de Fujian, con sus primeras menciones en el documento de la dinastía Song Gran tratado sobre el té, donde se alababan los delicados brotes utilizados para producir té blanco, la dificultad para producirlo, su sabor y su rareza. El método de producción del té blanco fue descrito por el autor de la dinastía Ming Tian Yiheng (田艺蘅) en «Ensayo breve sobre hervir agua de manantial» (煮泉小品) (producido en el año 33 del emperador Jiajing) en relación con el té blanco de Fuding (福鼎白茶). En esta obra, afirmaba que los brotes de té que se han sometido a la fijación mediante paneo sobre las llamas (como ocurre con el té verde) están en segundo lugar respecto al té blanco que simplemente se dejó secar al sol, ya que su sabor es más natural y carece de los sabores impartidos por el humo y las llamas («芽茶以火作者为次，生晒者为上, 亦更近自然，且断烟火气耳»).

### Té negro
La técnica para producir té negro se desarrolló por primera vez a finales de la dinastía Ming en Wuyishan, Fujian, bien como resultado de la sobreoxidación de las hojas de té durante la fabricación del té oolong o indirectamente a partir de los métodos de fabricación de los tés verde y blanco. A principios del siglo XVII, los productores de té del monte Wuji empezaron a amasar las hojas de té marchitas al sol para macerarlas y luego las dejaban secar al sol, con lo que alcanzaban la oxidación completa y producían el té negro Gongfu (工夫紅茶). Cuando no había suficiente sol y las temperaturas eran bajas, las hojas marchitas se procesaban bajo techo en habitaciones caldeadas y se dejaban oxidar por completo, para luego ahumarlas secas sobre hogueras de pino y producir así el lapsang souchong. Según las tradiciones orales de la región, el descubrimiento del procesamiento del lapsang souchong se debió al paso de tropas militares por una fábrica de té de Wuyishan durante los últimos años de la dinastía Ming, lo que provocó retrasos en el procesamiento de las hojas de té y dio como resultado una hoja completamente oxidada que el productor salvó secándola sobre un fuego construido con ramas de pino. En la dinastía Qing, tanto el té negro Lapsang Souchong como el Gongfu gozaban de gran reconocimiento en China y se mencionaban en los «Registros sobre la montaña de Yiwu» (武夷山志) del erudito Dong Tiangong (董天工).

## Procedimiento

### Generalidades
Aunque cada tipo de té tiene un sabor, olor y aspecto visual diferentes, el procesamiento de todos los tipos de té consiste en un conjunto de métodos muy similares con sólo pequeñas variaciones. Sin un cuidadoso control de la humedad y la temperatura durante su fabricación y vida posterior, crecerán hongos en el té. Esta forma de hongo provoca una fermentación real que contaminará el té y puede hacer que el té no sea apto para el consumo.

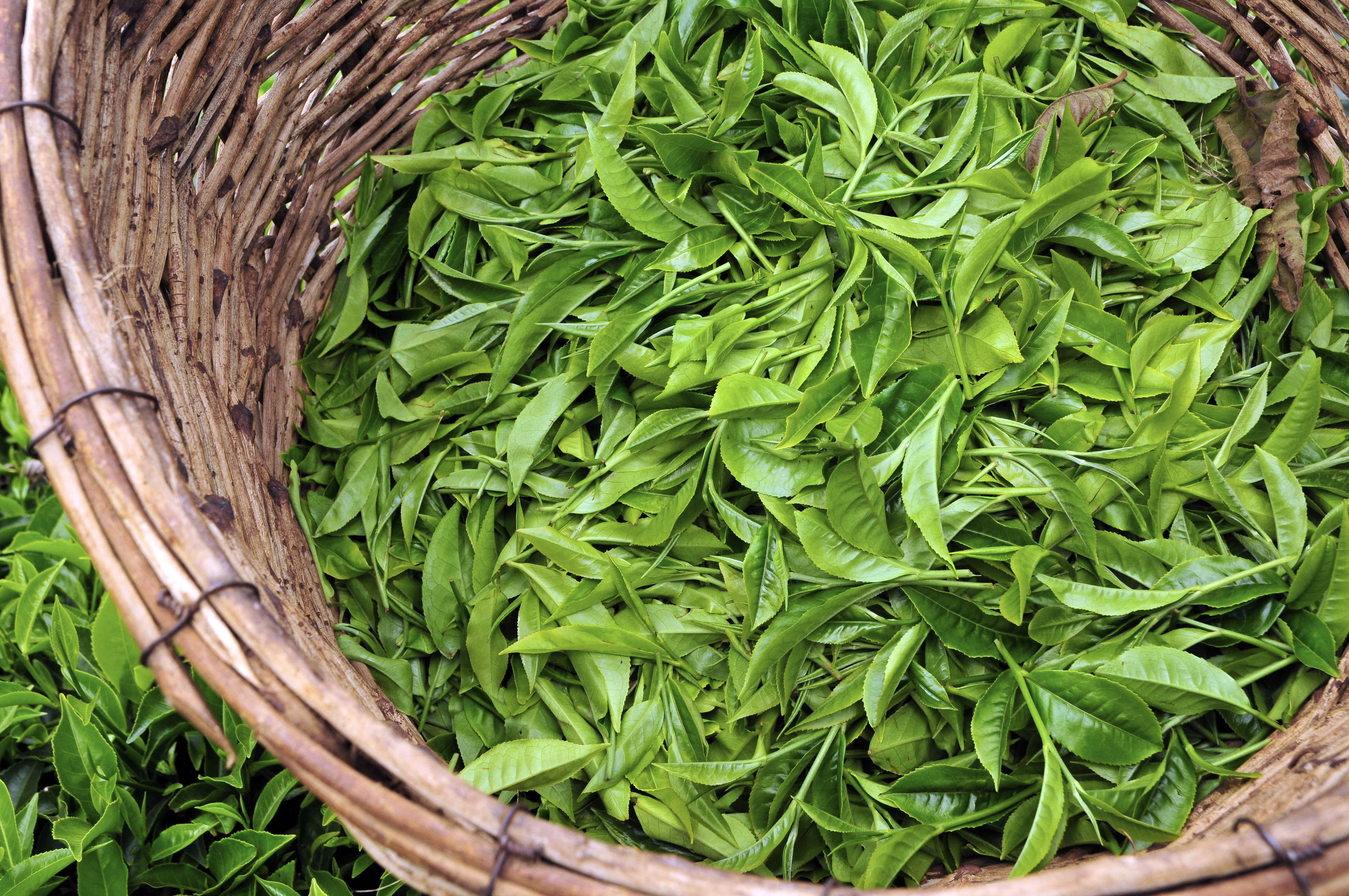
Hojas de té recién recolectadas en una plantación de té de Kenia.

- Recolección: Las hojas de té y los brotes, que incluyen una yema terminal y dos hojas jóvenes, se recolectan de los arbustos de Camellia sinensis normalmente dos veces al año, a principios de primavera y a principios de verano o finales de primavera.[10][11]
- La recolección de brotes de té en otoño o invierno es mucho menos común, aunque se produce cuando el clima lo permite. La recolección se realiza a mano cuando se necesita un té de mayor calidad o cuando los costes de mano de obra no son prohibitivos. Dependiendo de la habilidad del recolector, la recolección manual se realiza tirando del brote con un chasquido del antebrazo, el brazo o incluso los hombros, y el recolector agarra el brote de té con el pulgar y el índice, utilizando a veces el dedo corazón de forma combinada.[12] Los brotes y las hojas de té también pueden recogerse a máquina, aunque habrá más hojas rotas y brotes parciales, lo que reducirá la calidad del té.[13] Sin embargo, también se ha demostrado que la recolección a máquina en periodos de cosecha correctamente programados puede producir buenas hojas para la producción de tés de alta calidad.[14]
- Marchitamiento: Las hojas de té comenzarán a marchitarse poco después de la recolección, con un inicio gradual de oxidación enzimática. El marchitamiento sirve para eliminar el exceso de agua de las hojas y permite una oxidación muy ligera.[10] Las hojas pueden ponerse al sol o dejarse en una habitación con brisa fresca para extraer la humedad de las hojas.[11] En una habitación de marchitamiento, las hojas se extienden a lo largo de canaletas durante 8-14 horas, normalmente toda la noche. Durante este tiempo se pierde el 35% de la humedad.[15] Las condiciones adecuadas para el marchitamiento, como la temperatura y la humedad relativa, no están fácilmente definidas en la bibliografía, ya que pueden variar en función del clima, la región productora y el tipo de proceso utilizado. Sin embargo, se ha demostrado que las variaciones en el ritmo de marchitamiento, como un marchitamiento duro o suave, influyen en los compuestos del sabor.[16] Las hojas pierden a veces más de una cuarta parte de su peso en agua durante el marchitamiento. El proceso también es importante para promover la descomposición de las proteínas de la hoja en aminoácidos libres y aumenta la disponibilidad de cafeína liberada, dos factores que cambian el sabor del té.[17]
- Disrrupción: Conocido en la industria occidental del té como disrupción o maceración de la hoja, los tés se magullan o desgarran para promover y acelerar la oxidación.[18] Las hojas pueden magullarse ligeramente en sus bordes sacudiéndolas y revolviéndolas en una bandeja de bambú[10] o volteándolas en cestas.[19] Una disrupción más extensa de la hoja puede hacerse amasando, enrollando, desgarrando y aplastando, normalmente con maquinaria.[18] La trituración rompe las estructuras internas y externas de las células de la hoja y permite la mezcla de enzimas oxidativas con varios sustratos, lo que permite el inicio de la oxidación.[17] Esto también libera algunos de los jugos de la hoja, que pueden ayudar a la oxidación y cambiar el perfil de sabor del té.[19]
- Oxidación: Para los tés que requieren oxidación, las hojas se dejan solas en una sala de clima controlado donde se oscurecen progresivamente.[10] En este proceso, la clorofila de las hojas se descompone enzimáticamente y sus taninos se liberan o transforman. El productor de té puede elegir cuándo detener la oxidación, lo que depende de las cualidades deseadas en el té final, así como de las condiciones climáticas (calor y humedad). En el caso de los tés oolong ligeros, la oxidación puede oscilar entre el 5 y el 40%; en los tés oolong más oscuros, entre el 60 y el 70%, y en los tés negros, el 100%. La oxidación es muy importante en la formación de muchos compuestos de sabor y aroma, que dan al té su color licoroso, fuerza y brillo.[17] Dependiendo del tipo de té deseado, una oxidación insuficiente o excesiva puede dar lugar a sabores herbáceos o a sabores vinosos demasiado espesos.[20] En la industria del té, este proceso se denomina a veces erróneamente fermentación.
- Fijación: Este proceso también se denomina eliminación del verde o shāqīng (殺青) se realiza para detener la oxidación de la hoja de té a un nivel deseado. Este proceso se lleva a cabo calentando moderadamente las hojas de té, desactivando así sus enzimas oxidativas y eliminando los aromas no deseados de las hojas, sin dañar el sabor del té.[10] Tradicionalmente, las hojas de té se cuecen en un wok[10] o al vapor,[11] pero con los avances tecnológicos, la eliminación del verde se realiza a veces horneándolas o cociéndolas en un tambor rodante. En algunos tés blancos y algunos tés negros, como los negros CTC, el kill-green se realiza simultáneamente con el secado.[20]
- Sofocación / amarilleamiento: Exclusivo de los tés amarillos, las hojas de té calientes y húmedas de después de la eliminación del verde se dejan calentar ligeramente en un recipiente cerrado, lo que hace que las hojas previamente verdes se vuelvan amarillas. Las hojas resultantes producen una bebida con un característico tono verde amarillento debido a las transformaciones de la clorofila de la hoja.[21] Al ser sometidas a un proceso de secado durante 6-8 horas a una temperatura cercana a la del cuerpo humano, los aminoácidos y polifenoles de las hojas de té procesadas sufren cambios químicos que confieren a este té su característico brillo y sabor suave.[22]
- Enrollado / formación: Las hojas de té húmedas se enrollan para formar tiras arrugadas, a mano.[10] o con una máquina enrolladora que hace que el té se enrolle sobre sí mismo. Las máquinas enrolladoras más utilizadas son grandes rotadores circulares que presionan las hojas entre dos placas de madera acanaladas que las desgarran, aprietan y magullan. Las máquinas enrolladoras pueden procesar hasta 25 kg a la vez.[15] Esta acción de enrollado también hace que rezume parte de la savia, los aceites esenciales y los jugos del interior de las hojas, lo que realza aún más el sabor del té[10] A continuación, las tiras de té pueden adoptar otras formas, como enrollarse en espirales, amasarse y enrollarse en bolitas, o atarse en bolas, conos y otras formas elaboradas. En muchos tipos de oolong, las tiras enrolladas de hoja de té se enrollan después en esferas o medias esferas, lo que suele hacerse colocando las hojas húmedas en grandes bolsas de tela, que luego se amasan a mano o a máquina de una manera específica.[19] El té también puede prensarse en ladrillos mediante el uso de piedras o prensas pesadas.

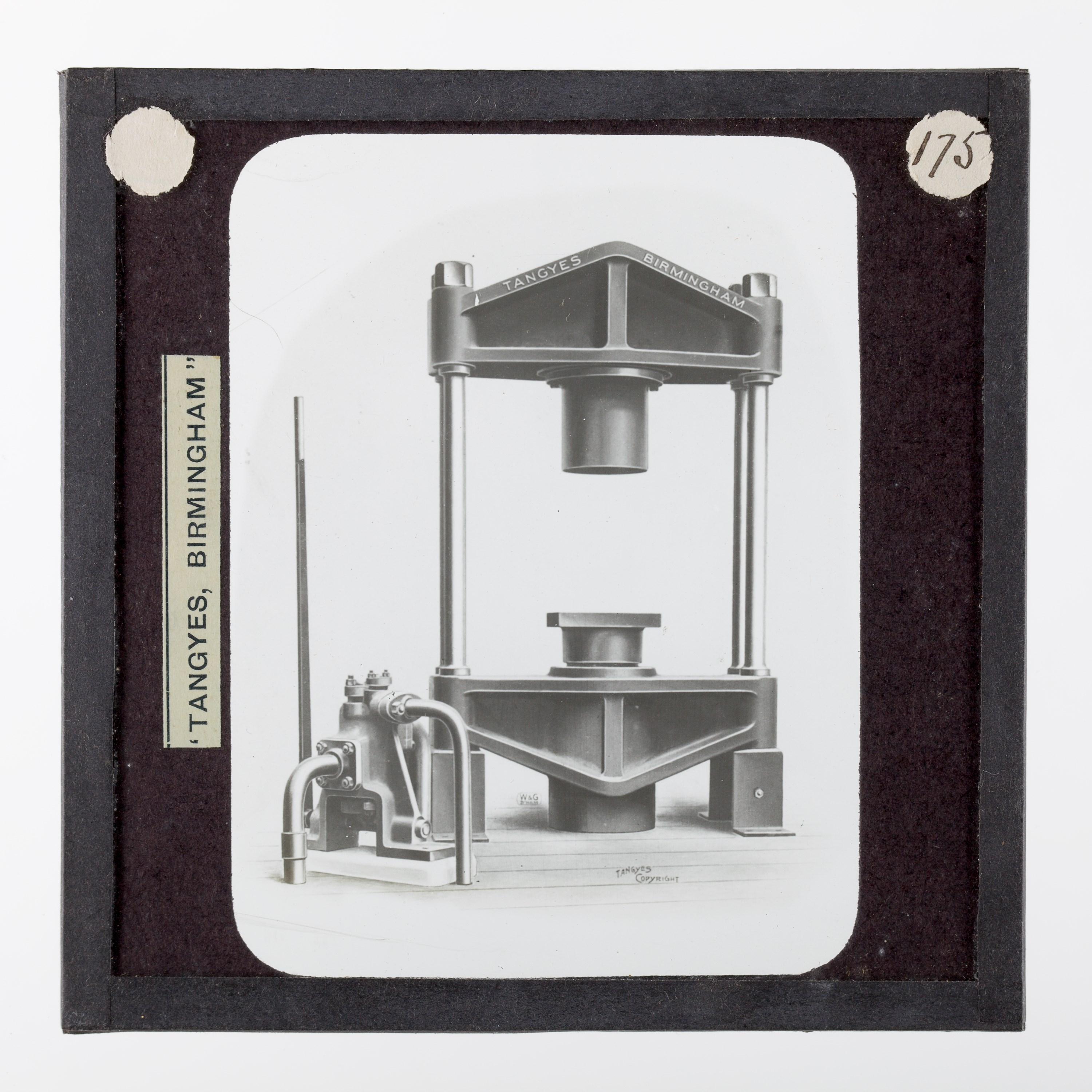
Diapositiva de linterna de cristal, alrededor de 1910, que muestra una prensa de té hidráulica Tangye del tipo suministrado a Cheerkoff, Panoff & Co. de Hankow, China, para prensar hojas de té secas en tortas planas de 2 1/2 libras para su envío a la Rusia asiática.

- Secado: El secado se realiza para terminar el té para la venta. Se puede hacer de muchas maneras, por ejemplo, en un recipiente, al sol, al aire o al horno. El horneado suele ser el más común. Hay que tener mucho cuidado de no sobrecocer las hojas.[19] El secado del té producido es responsable de muchos compuestos de sabor nuevos, especialmente importantes en los tés verdes.[23]
- Envejecimiento / curación: Aunque no siempre es necesario, algunos tés requieren un envejecimiento adicional, fermentación o cocción para alcanzar su potencial de consumo. Por ejemplo, un puerh de té verde, antes de curarse para convertirse en un té postfermentado, suele tener un sabor amargo y áspero, pero se vuelve dulce y suave mediante la fermentación por envejecimiento o la humedad.[11] Además, el oolong puede beneficiarse del envejecimiento si se cuece al carbón.[10] En esta fase se fabrican tés aromatizados rociando el té con aromas y sabores o almacenándolos con sus saborizantes.[24]
- Clasificación: La clasificación del té puede ayudar a eliminar impurezas físicas, como tallos y semillas. El uso de equipos de clasificación para mejorar la eficiencia de la producción de té es muy común en las plantas de procesamiento de té, especialmente en el procesamiento de té negro. También se puede utilizar una clasificadora de color para clasificar los grados finales del producto según el color y la forma.

Etapas y equipos del procesamiento del té
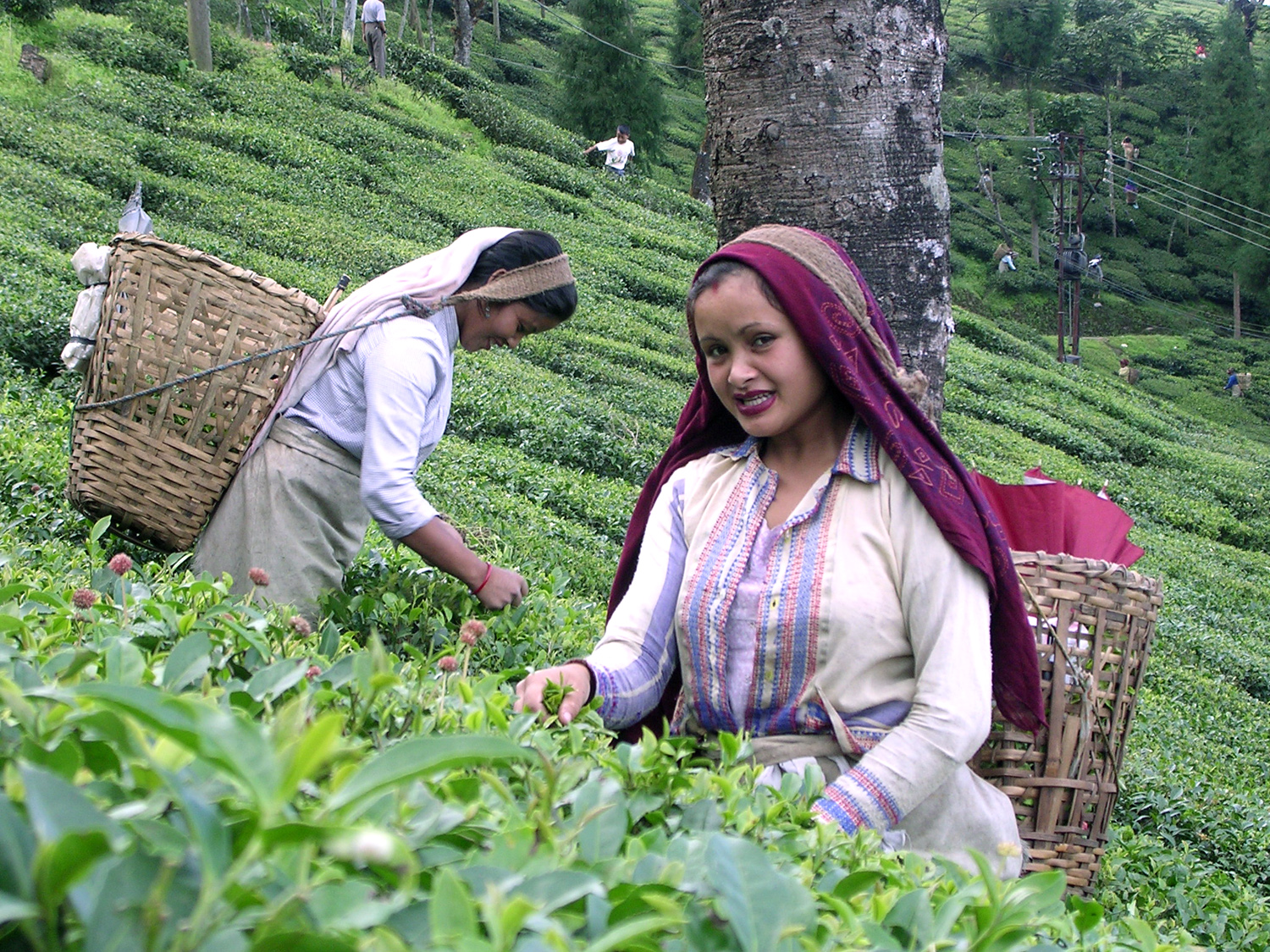
Recolección del té realizada por cosechadores en la finca de té Puttabong, Darjeeling.
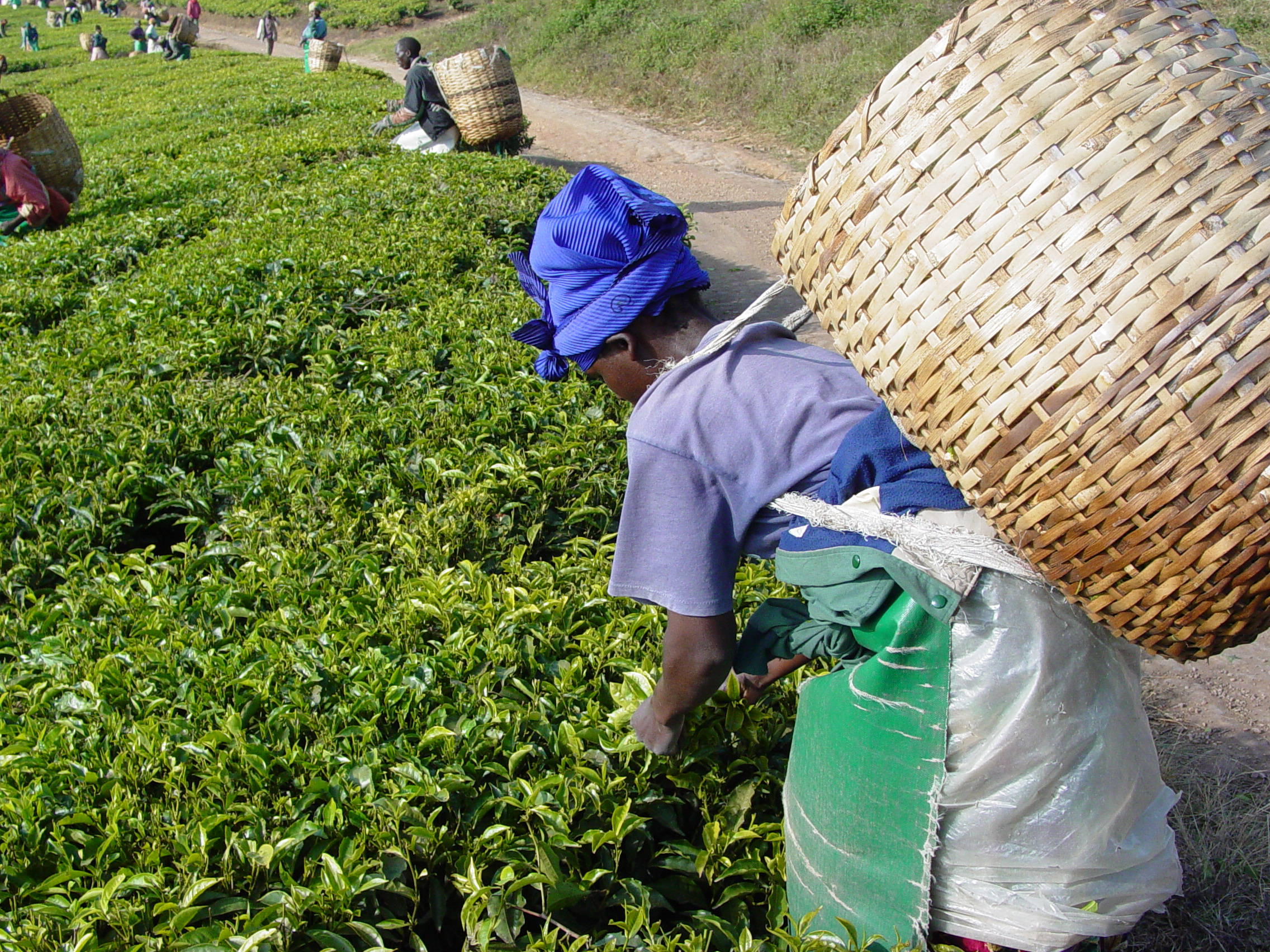
Trabajador recogiendo brotes de té en Tanzania.
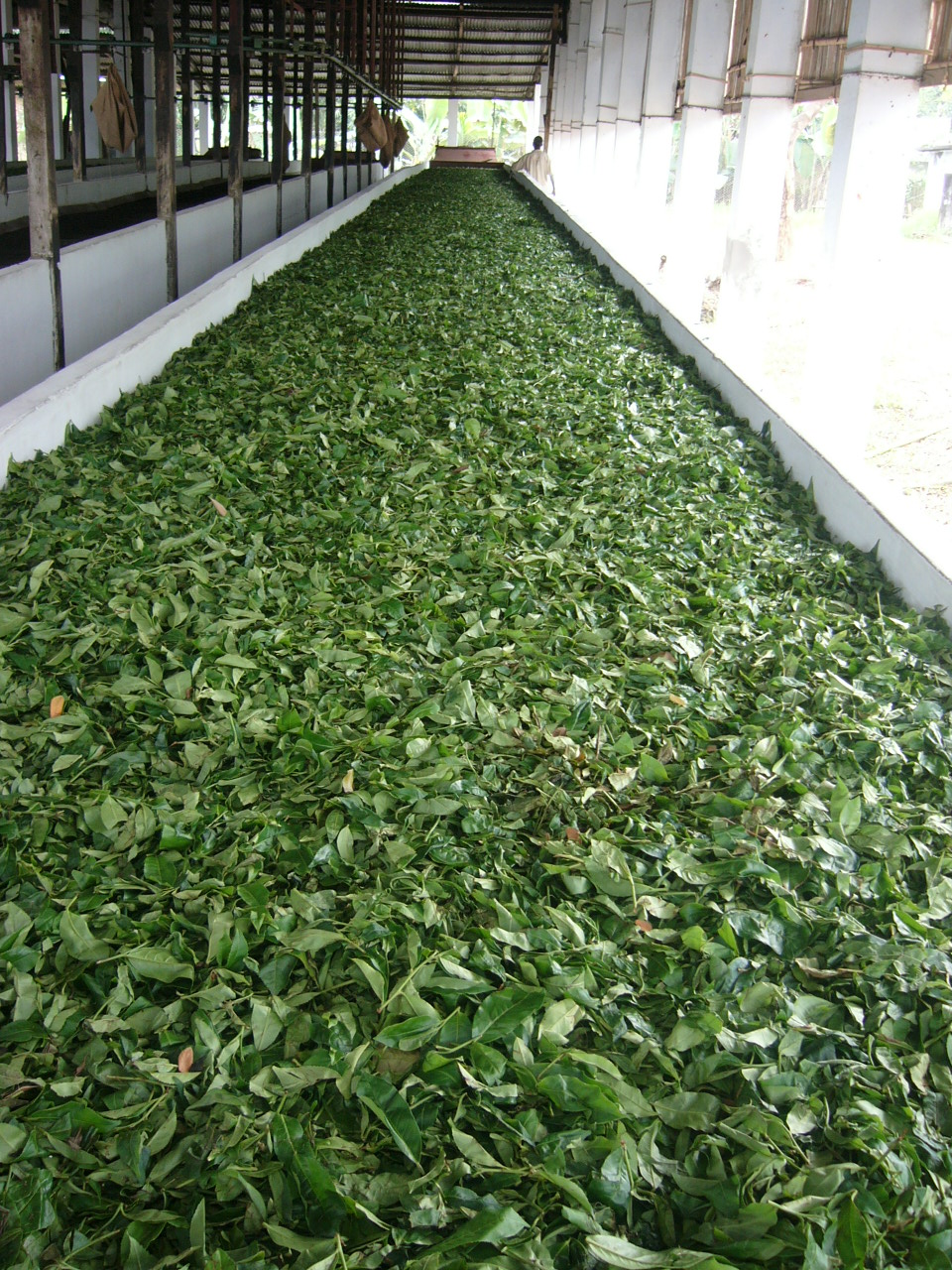
Hojas de té marchitándose en una fábrica de té en Bangladés.
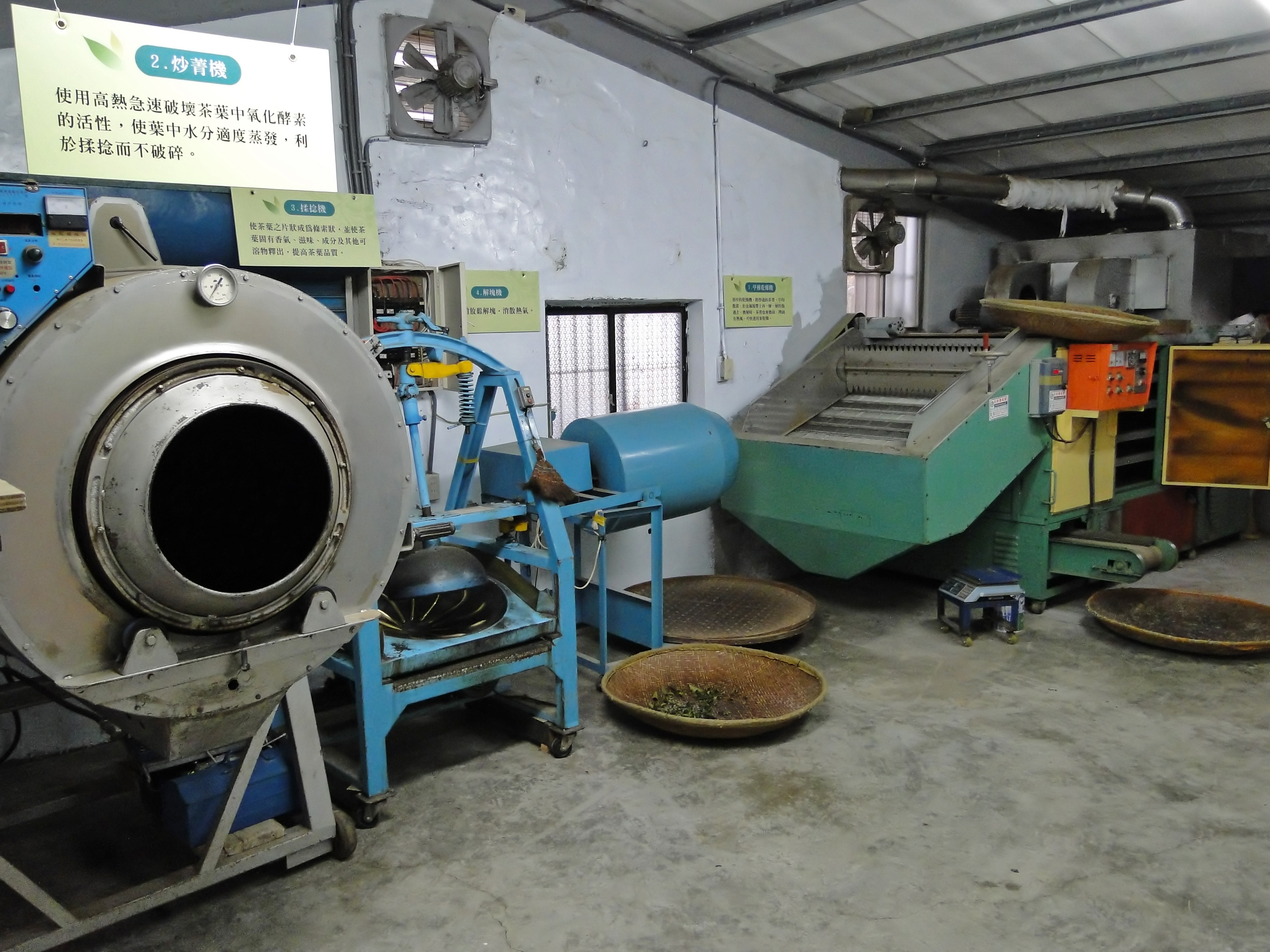
Maquinaria usada para la fijación, el enrollado y el desmenuzado del té enrollado y el secado del té.
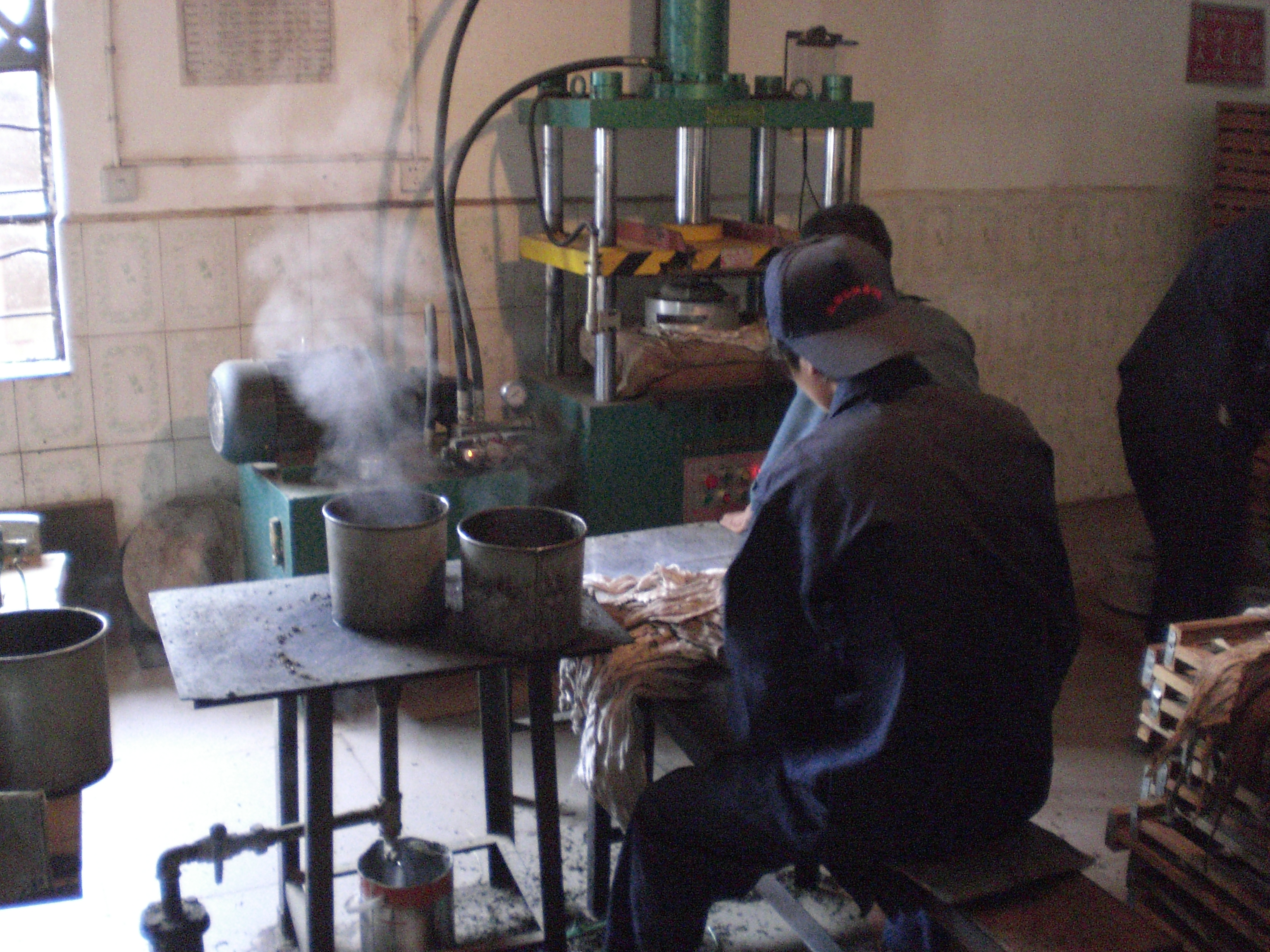
Vaporización y prensado del té pu-erh en ladrillos de té.
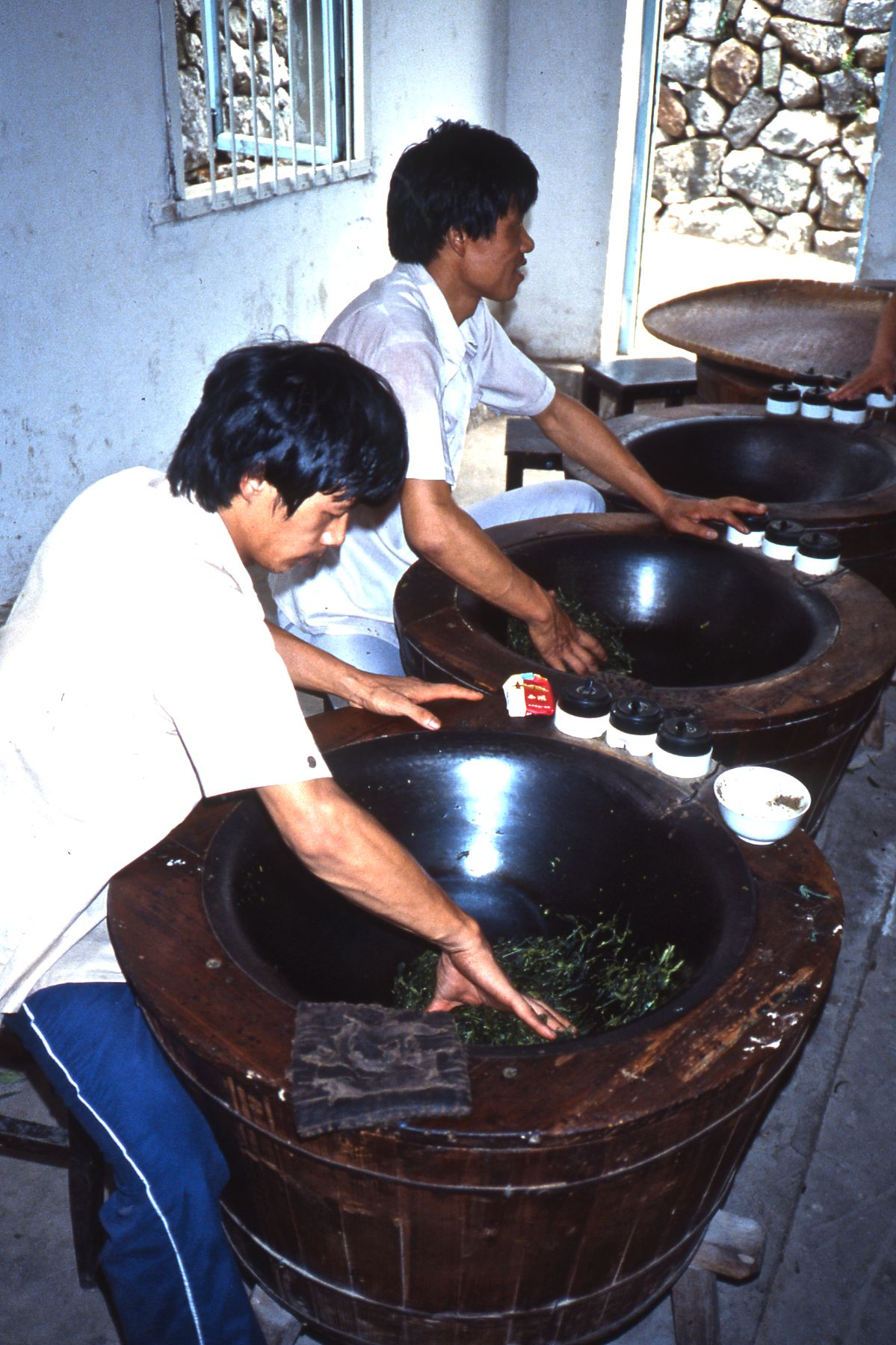
Trabajadores realizando la fijación (eliminación del verde) en hojas de té en una plantación china, 1987.

### Tipos específicos
El té se clasifica tradicionalmente en función del grado o periodo de oxidación o fermentación que han sufrido las hojas:

#### Té verde
Este té es el que menos se ha oxidado. El proceso de oxidación se detiene mediante la rápida aplicación de calor después de la recolección del té, ya sea con vapor, el método preferido en Japón, o mediante el tostado en seco y la cocción en sartenes calientes, preferido en el procesamiento del té chino. Las hojas de té pueden dejarse secar como hojas separadas o pueden enrollarse en pequeñas bolitas para hacer té pólvora. Este proceso lleva mucho tiempo y suele hacerse con pekoes de mayor calidad. El té se procesa uno o dos días después de la recolección y, si se hace correctamente, conserva la mayor parte de la composición química de las hojas frescas con las que se produjo. La variación del tiempo de cocción al vapor para la fijación o el procesamiento de etapas adicionales de enrollado y secado se utilizan a veces para mejorar o alterar el sabor de los tipos de té verde. Las hojas de té verde se fijan mediante tostado o cocción al vapor. Generalmente, las variedades tostadas son más ricas en sabor, mientras que las variedades cocidas al vapor tienen un color más vivo.

#### Té amarillo
Este té se procesa de forma similar al té verde, pero en lugar de secarse inmediatamente después de la fijación, se apila, se cubre y se calienta suavemente en un ambiente húmedo. Esto inicia la oxidación en la clorofila de las hojas por medios no enzimáticos y no microbianos, lo que da lugar a un color amarillento o amarillo verdoso.

#### Té blanco
Las hojas jóvenes o brotes de nuevo crecimiento que han sufrido una oxidación limitada a través de un ligero marchitamiento mientras se secan al sol de forma natural o se marchitan de forma específica y luego se detienen los procesos oxidativos mediante horneado con las condiciones óptimas de marchitamiento a 30 grados Celsius (65% de humedad relativa) durante 26 horas. El marchitamiento de las hojas puede durar entre uno y tres días, dependiendo de la estación y la temperatura del entorno de procesamiento. Los brotes pueden estar protegidos de la luz solar para evitar la formación de clorofila. Las hojas de té destinadas a los tés blancos no se amasan ni se someten a fijación, lo que preserva gran parte del vello blanco de las hojas y confiere al té un sabor relativamente suave. El té blanco se produce en menor cantidad que la mayoría de los demás estilos y puede ser, en consecuencia, más caro que el té de la misma planta procesado por otros métodos. Es menos conocido en países fuera de China, aunque esto está cambiando con el creciente interés occidental por el té. Existe un desacuerdo internacional sobre la definición de té blanco entre China y otros países productores, donde en China el término se aplica principalmente a las variedades de té elaboradas mediante el proceso del té blanco, mientras que en otros países el término se utiliza en general para los tés elaborados mediante el proceso.

#### Té oolong
La oxidación de este té se detiene en algún punto entre los estándares del té verde y el té negro. El proceso suele durar de dos a tres días, desde el marchitamiento hasta el secado, con un periodo de oxidación relativamente corto de varias horas. En este sentido, la mayoría de los tés Darjeeling con niveles de oxidación ligeros son más parecidos a los tés verdes u oolong. En chino, los tés semioxidados se agrupan colectivamente como té azul (青茶, literalmente: té verde azulado; también, té celadón, por la cerámica), mientras que el término oolong se utiliza específicamente como nombre de ciertos tés semioxidados. La opinión generalizada sobre los tés ligeramente oxidados en Taiwán (un gran productor de Oolong) es que una oxidación demasiado pequeña molesta al estómago de algunos consumidores. Aun así, algunos productores intentan minimizar la oxidación para producir un sabor específico o permitir que las hojas de té se enrollen fácilmente en la forma esférica o de media esfera que exigen los compradores en el mercado.

#### Té negro
Se deja que las hojas de té se oxiden por completo. El té negro se marchita primero para inducir la descomposición de las proteínas y reducir el contenido de agua (68-77% del original). A continuación, las hojas se someten a un proceso conocido en la industria como disgregación o maceración de la hoja, que mediante magulladuras o cortes desorganiza las estructuras celulares de la hoja, liberando los jugos de la hoja y las enzimas que activan la oxidación. El proceso de oxidación dura entre 45 y 90 minutos y 3 horas y se realiza a una humedad elevada de entre 20 y 30 °C, transformando gran parte de las catequinas de las hojas en tanino complejo. Los tés negros ortodoxos procesados se clasifican en función de la calidad de la hoja tras la producción mediante el sistema Orange Pekoe, mientras que los tés CTC (crush, tear, curl) utilizan un sistema de clasificación diferente. Las hojas de té ortodoxas se enrollan fuertemente a mano o mecánicamente en una mesa de enrollado cilíndrica o en un rotor de paletas. La mesa de laminación consiste en un tablero estriado que se mueve de forma excéntrica hacia una gran tolva de hojas de té, de las que se presionan hacia abajo sobre el tablero. El proceso produce una mezcla de hojas enteras y rotas, y partículas que luego se clasifican, oxidan y secan. El rotovate consiste en un tornillo sinfín que empuja las hojas de té marchitas a través de un cilindro de paletas que aplasta y corta uniformemente las hojas. Crush, tear, curl es un método de producción desarrollado por William McKercher en 1930 que utiliza máquinas con rotores contra-rotatorios con superficies que cortan y desgarran las hojas produciendo un producto popular para su uso en bolsitas de té. El rotovate se utiliza a menudo para precortar el té marchito antes del CTC y para crear té negro procesado ortodoxamente roto.

#### Té posfermentado
Los tés a los que se permite sufrir una segunda oxidación tras la fijación de las hojas de té, como el pu-erh, el liu'an y el liubao, se denominan colectivamente tés secundarios o de posfermentación en inglés. En chino se clasifican como té oscuro o té negro. No debe confundirse con el término inglés black tea, conocido en chino como té rojo. El pu-erh, también conocido como Póu léi (Polee) en cantonés, es el tipo de té de posfermentación más común en el mercado.

Ejemplos de varios tipos de té
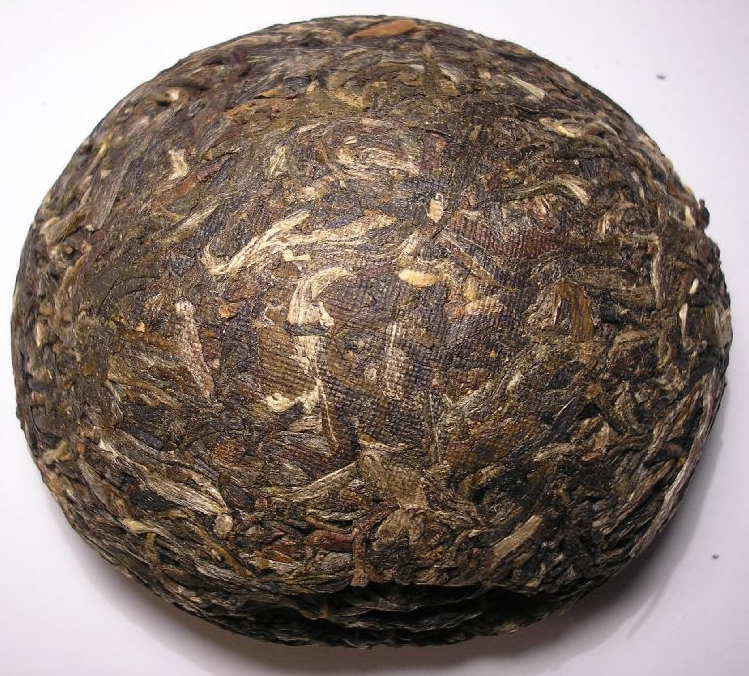
Té verde pu-erh tuo cha, un tipo de pu-erh crudo comprimido.
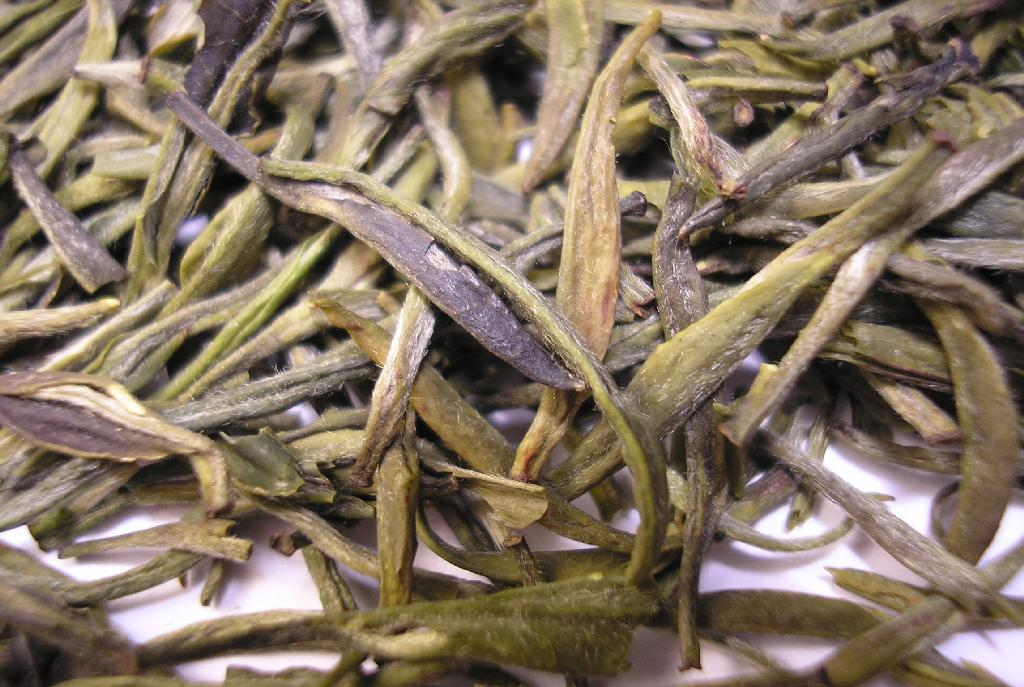
Té Huoshan Huangya, un té amarillo.
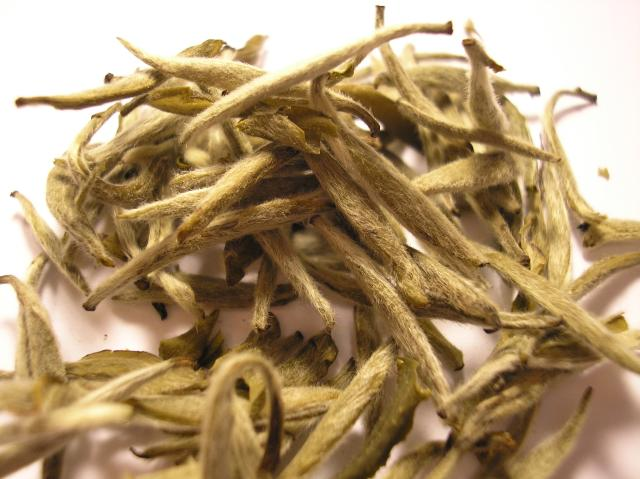
Fuding Baihao Yinzhen, un té amarillo.
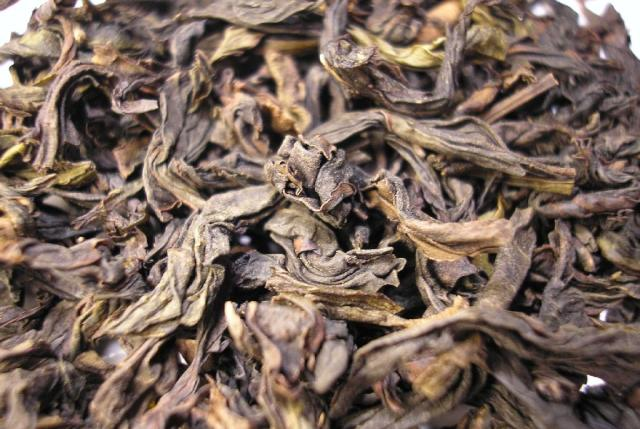
Da Hong Pao, un té oolong.
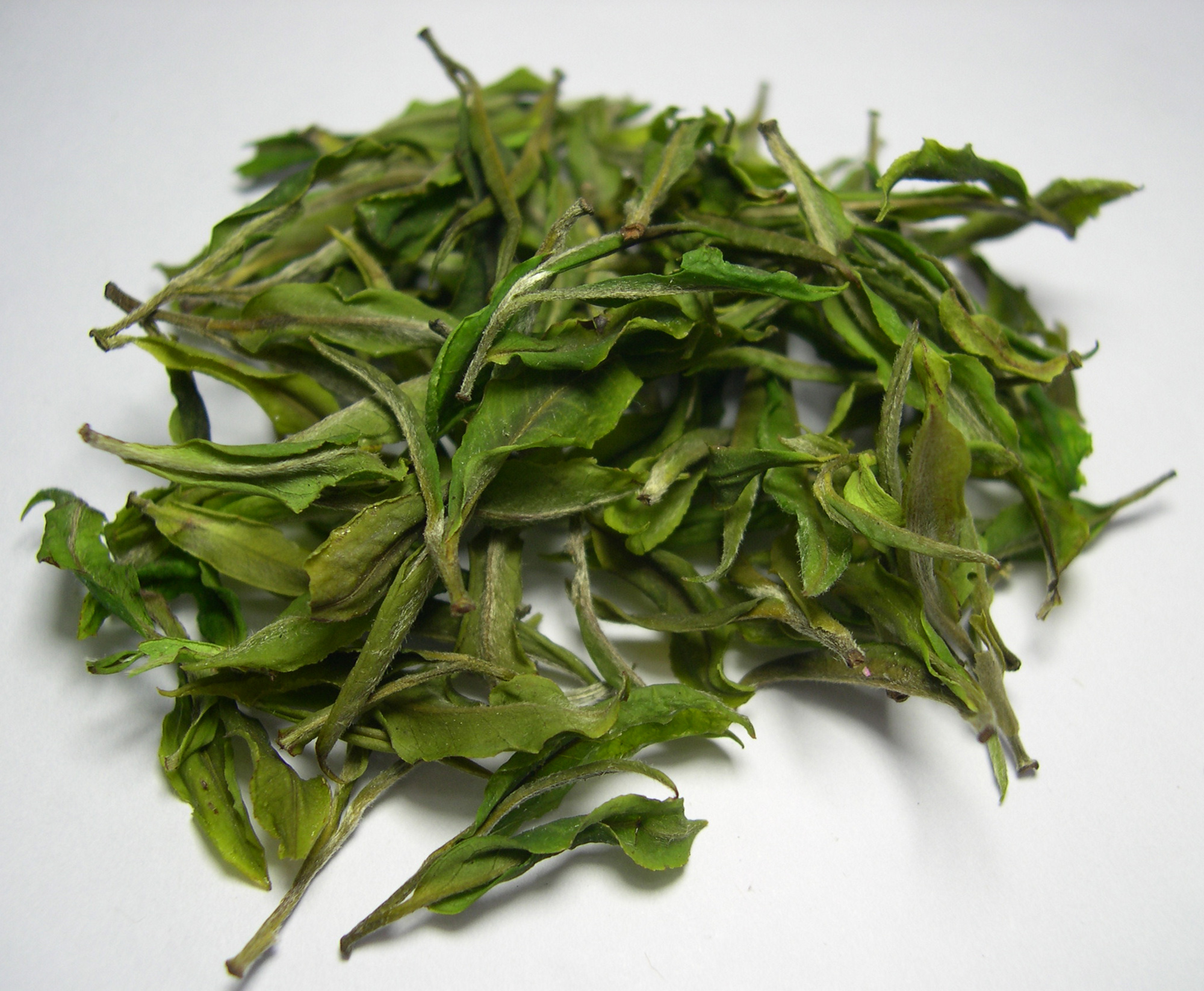
Té blanco Darjeeling ecológico procesado en la finca de té Arya en Darjeeling.
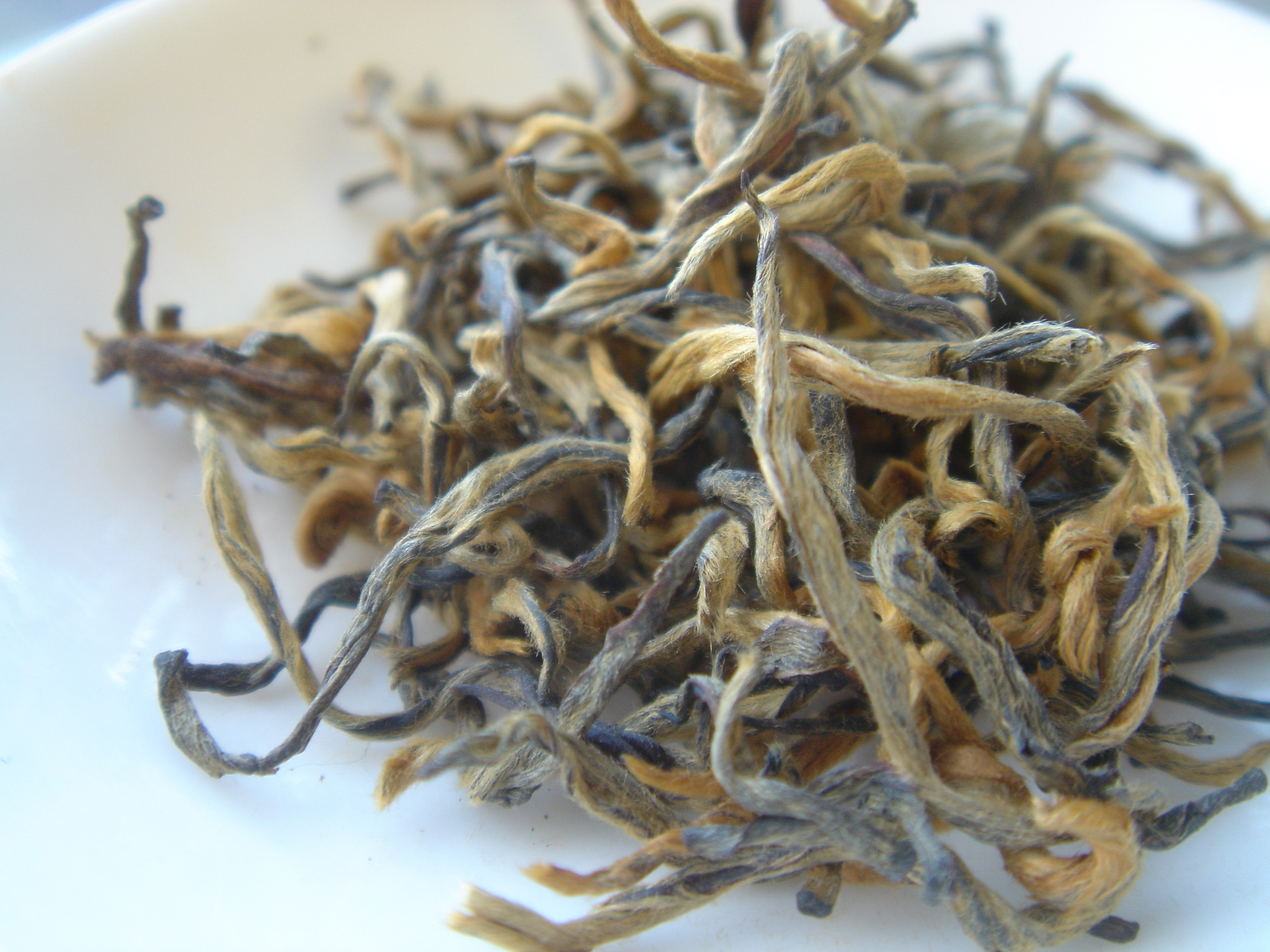
Yunnan dorado Dianhong, un té negro.
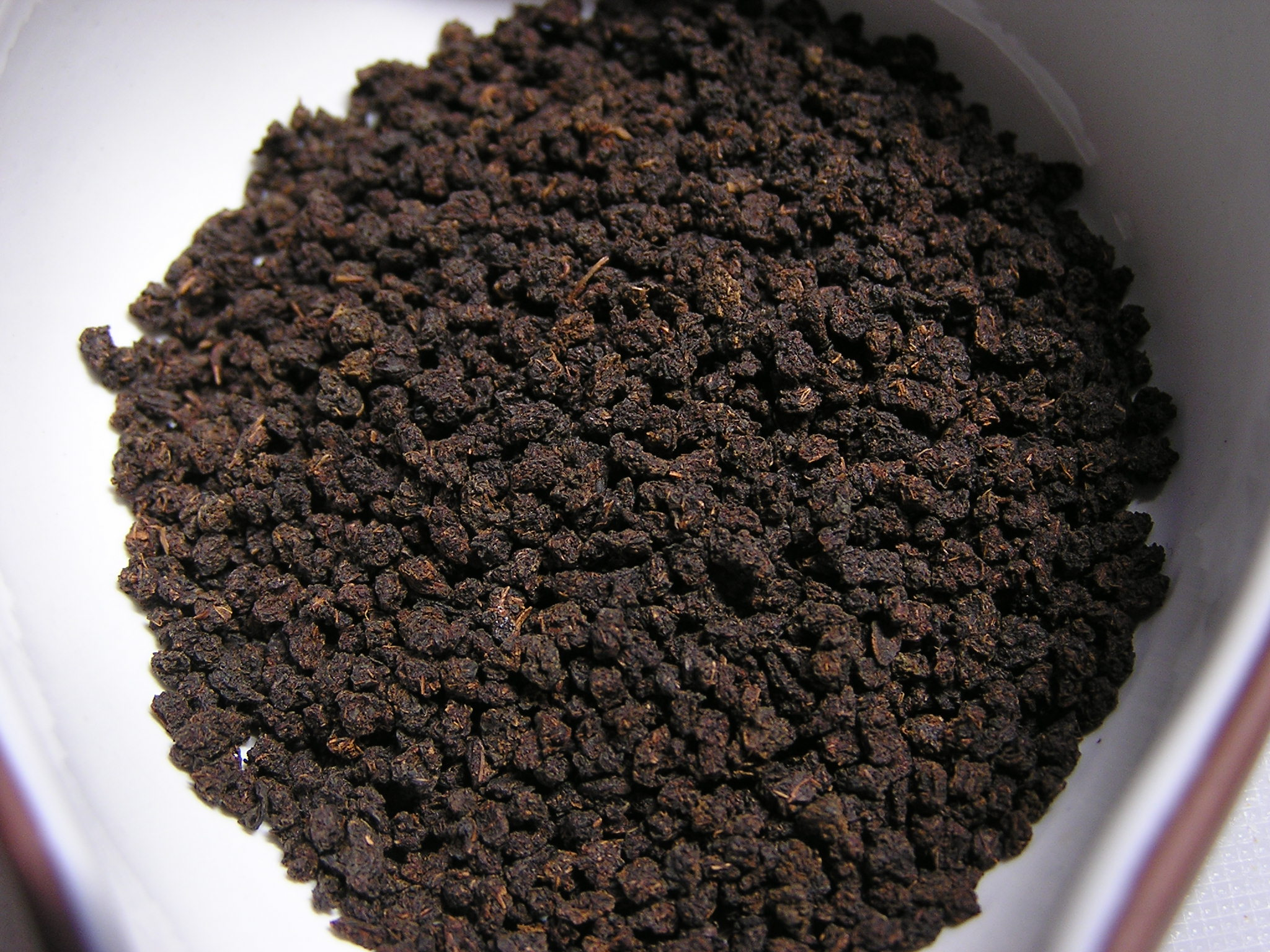
Té negro producido con el método CTC.